# Palma (distrito)
Palma es un distrito y el nombre de su capital situado en la provincia de Cabo Delgado, en Mozambique. 

## Características
Limita al norte con Tanzania, siendo la frontera internacional el río Rovuma, al oeste con el distrito de Nangade, al sur con el de Mocímboa da Praia y al este con el océano Índico.
En su extremo noreste se encuentra el Triángulo de Kionga, un territorio en la orilla derecha del río Rovuma, por la desembocadura, que fue ocupado por los alemanes desde África Oriental Alemana, en 1894. Fue recuperado por Portugal en 1916 y reintegrado oficialmente a Mozambique el 25 de septiembre de 1919, tras la derrota germana en la Segunda Guerra Mundial.
Tiene una superficie de 3.493 km² y según datos oficiales de 1997 una población de 42.182 habitantes, lo cual arroja una densidad de 12,1 habitantes/km².